# Liguilla Pre-Libertadores de América 2009
La Liguilla Pre-Libertadores de América de 2009 fue la trigésimoquinta y última edición del Torneo Liguilla Pre-Libertadores de América, correspondiente a la temporada 2008-09 del fútbol uruguayo. El campeón del torneo fue Cerro, que de esa manera logró su segunda clasificación a la Copa Libertadores de América.

## Sistema de disputa
Al término de la definición del Campeonato Uruguayo 2008-09 se disputó una Liguilla entre los 6 mejores equipos posicionados en la Tabla Anual para determinar los representantes uruguayos en las copas internacionales de la temporada 2009-10.
El sistema de disputa fue de todos contra todos a una sola rueda. El campeón y subcampeón clasificaron a la fase de grupos y primera fase respectivamente de la Copa Libertadores 2010. Los equipos posicionados en la 3° y 4° ubicación clasifican a la Copa Sudamericana 2009.

## Desarrollo

### Resultados
| Fecha       | Estadio                |                   | Resultado |                   |
| ----------- | ---------------------- | ----------------- | --------- | ----------------- |
| 18 de julio | Franzini               | Liverpool         | 1:1       | Racing            |
| 19 de julio | Centenario             | River Plate       | 0:3       | Defensor Sporting |
| 19 de julio | Centenario             | Cerro             | 3:1       | Nacional          |
| 23 de julio | Parque Palermo         | Liverpool         | 3:0       | River Plate       |
| 23 de julio | Parque Saroldi         | Cerro             | 2:0       | Defensor Sporting |
| 23 de julio | Franzini               | Nacional          | 2:3       | Racing            |
| 26 de julio | Parque Palermo         | Racing            | 3:1       | Cerro             |
| 26 de julio | Parque Nasazzi         | Defensor Sporting | 0:0       | Liverpool         |
| 26 de julio | Franzini               | River Plate       | 4:2       | Nacional          |
| 29 de julio | Parque Palermo         | River Plate       | 1:0       | Racing            |
| 29 de julio | Parque Nasazzi         | Nacional          | 0:0       | Defensor Sporting |
| 29 de julio | Franzini               | Liverpool         | 0:3       | Cerro             |
| 2 de agosto | Parque Nasazzi         | Liverpool         | 2:3       | Nacional          |
| 2 de agosto | Franzini               | Cerro             | 3:2       | River Plate       |
| 2 de agosto | Parque Capurro         | Defensor Sporting | 2:4       | Racing            |
| 5 de agosto | Jardines del Hipódromo | Liverpool         | 1:0       | Defensor Sporting |

### Posiciones
| Puesto | Equipo            | Pts | PJ | PG | PE | PP | GF | GC | Dif |
| ------ | ----------------- | --- | -- | -- | -- | -- | -- | -- | --- |
| 1º     | Cerro             | 12  | 5  | 4  | 0  | 1  | 12 | 6  | 6   |
| 2º     | Racing            | 10  | 5  | 3  | 1  | 1  | 11 | 7  | 4   |
| 3º     | River Plate       | 6   | 5  | 2  | 0  | 3  | 7  | 11 | -4  |
| 4º     | Liverpool         | 5   | 5  | 1  | 2  | 2  | 6  | 7  | -1  |
| 4°     | Defensor Sporting | 5   | 5  | 1  | 2  | 2  | 5  | 6  | -1  |
| 6º     | Nacional          | 4   | 5  | 1  | 1  | 3  | 8  | 12 | -4  |

|  | Clasifica a la fase de grupos de la Copa Libertadores 2010.  |
|  | Clasifica a la fase preliminar de la Copa Libertadores 2010. |
|  | Clasifica a la Copa Sudamericana 2009.                       |

| Uruguay                                  |
| Campeón Liguilla 2009 Cerro 1.er título. |

### Goleadores[2]
| Jugador            | Equipo            | Goles |
| ------------------ | ----------------- | ----- |
| Joaquín Boghossian | Cerro             | 7     |
| Álvaro Navarro     | Defensor Sporting | 4     |
| Sebastián Balsas   | Racing            | 4     |
| Henry Giménez      | River Plate       | 3     |
| Pablo Hernández    | Racing            | 3     |
| Sergio Blanco      | Nacional          | 3     |

## Clasificación a copas internacionales

### Copa Libertadores 2010
|   | Equipo   | Clasificado como         |
| - | -------- | ------------------------ |
| 1 | Nacional | Campeón Uruguayo 2008-09 |
| 2 | Cerro    | Campeón Liguilla 2009    |
| 3 | Racing   | Subcampeón Liguilla 2009 |

### Copa Sudamericana 2009
|   | Equipo      | Clasificado como              |
| - | ----------- | ----------------------------- |
| 1 | River Plate | 3° puesto en la Liguilla 2009 |
| 2 | Liverpool   | 4° puesto en la Liguilla 2009 |